# Malton (Mississauga)
 (juillet 2017).
Si vous disposez d'ouvrages ou d'articles de référence ou si vous connaissez des sites web de qualité traitant du thème abordé ici, merci de compléter l'article en donnant les références utiles à sa vérifiabilité et en les liant à la section « Notes et références ».
Malton est un quartier du nord-est de la ville Mississauga, Ontario, Canada. Le quartier avait une population d'environ 36 400 habitants en 2002. Malton est desservie par l'autoroute 427 et la rue Finch à l'est, la ville Brampton au nord et l'aéroport international Pearson de Toronto au sud. Malton est un quartier unique parce qu'il ne touche pas les autres quartiers de Mississauga. Le ruisseau Mimico jaillit à Malton.

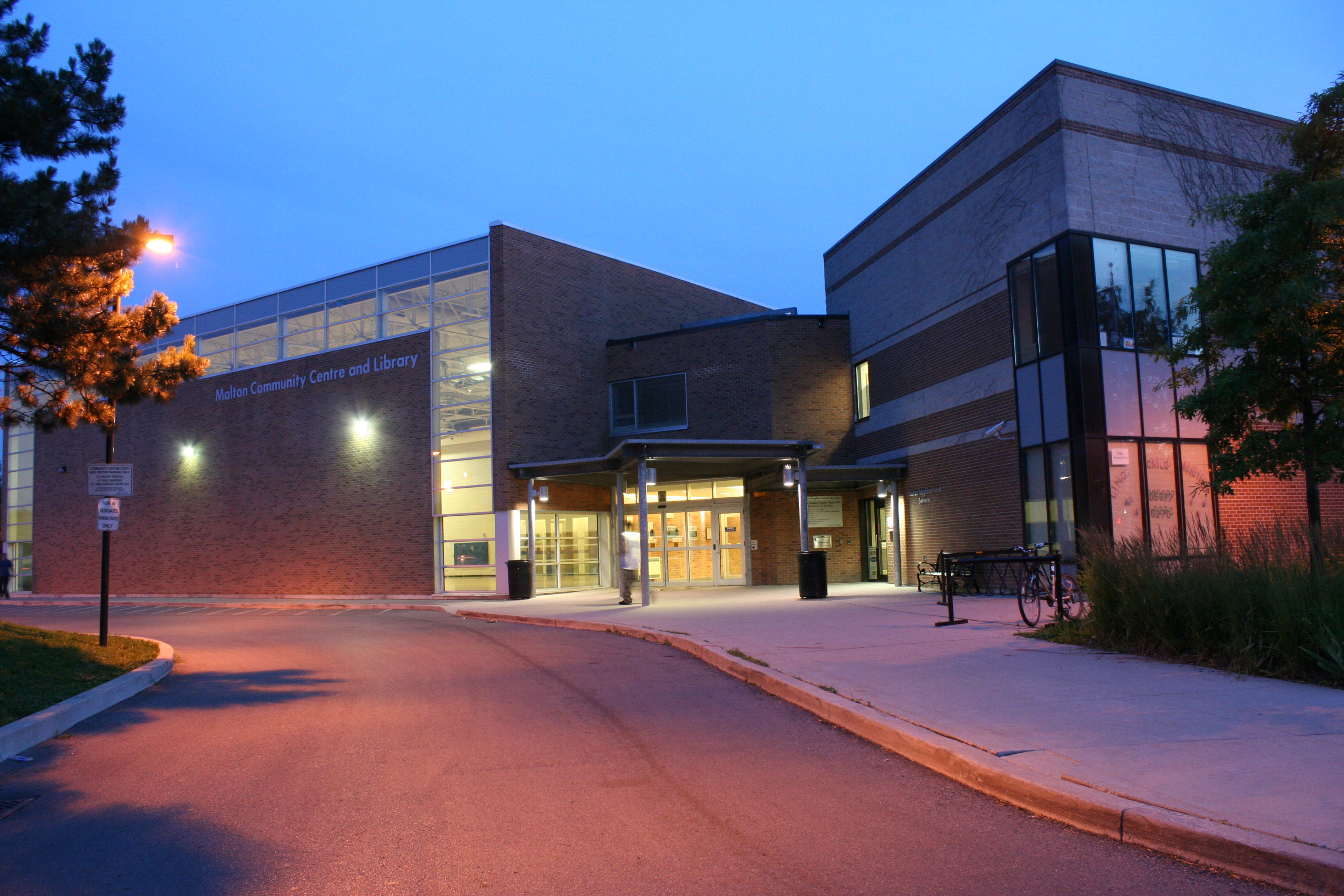
"Community centre" de Malton.

## Histoire

### Industrie aéronautique
En 1946, A.V. Roe a acquis Turbo Research Limited, qui a ensuite été renommé Orenda Engines. Le 10 août 1949, l'Avro Jetliner effectue son premier vol. Le 19 janvier 1950, le Avro Canada CF-100 Canuck a effectué son vol inaugural.
Dès 1958, Malton acquiert une réputation internationale de chef de file en matière de conception et de fabrication aéronautique. Malton était la patrie du célèbre Avro Arrow, le premier avion supersonique du Canada, que l'on croit encore avoir des années d'avance sur son temps. Le 20 février 1959, le premier ministre John Diefenbaker a mis fin au projet et les cinq avions terminées ont été démantelées. Après l'annulation du programme Avro Arrow en 1959, l'usine a été exploitée par De Havilland Canada (1962), Douglas Aircraft (1965) McDonnell Douglas Canada (1981) et Boeing Canada (1997) avant d'être démolie en 2005. Dès 1958, Malton acquiert une réputation internationale de chef de file en matière de conception et de fabrication aéronautique. Malton était la patrie du célèbre Avro Arrow, le premier avion supersonique du Canada.
Après l'annulation du programme Avro Arrow en 1959, l'usine est exploitée par de Havilland Canada (1962), Douglas Aircraft (1965) McDonnell Douglas Canada (1981), et Boeing Canada (1997) avant d'être démolie en 2005.